# Maomé IV de Marrocos
Maomé ibne Abderramane (em francês: Mohammed ben Abderrahmane), depois conhecido como Maomé IV ou Mohammed IV de Marrocos, também conhecido como  (em árabe: محمد الرابع; Fez, 1830 — Marraquexe, 16 de setembro de 1873) foi sultão de Marrocos entre 1859 e 1873. Ele era um membro da dinastia Alauita.

## Chefe militar
Nascido em Fez, Mulei Maomé era filho do sultão Alauita Abderramão ibne Hixeme. Durante o reinado do seu pai, Maomé comandou o exército marroquino que foi derrotado pelos franceses na Batalha de Isly em agosto de 1844.
Após a derrota, com a permissão do seu pai, Mulei Maomé usou a sua capacidade como chefe do exército para lançar uma série de reformas militares significativas em 1845. Ele convidou um grupo de oficiais tunisianos que serviram no exército otomano para criar e treinar o primeiro regimento de estilo europeu, o askari, como um complemento aos habituais guardas do palácio (abid) e as tropas tribais (ghish e nu'aib). Maomé IV montou a madrasa al-Muhandisin, uma escola de engenharia militar em Fez, supervisionada pelo conde renegado francês Joseph de Saulty, um oficial de artilharia de Argel. De Saulty desertou depois de um envolvimento amoroso e converteu-se ao islão, assumindo o nome de Abd al-Rahman al-Ali). Maomé IV contratou escritores para traduzir vários livros europeus sobre engenharia e ciência. Ele esteve pessoalmente envolvido na tradução das obras de cientistas como Legendre, Newton e Lalande. Também fechou acordos com Gibraltar e o Egito britânicos para receber contingentes regulares de soldados marroquinos para treinamento de artilharia.

## Sultão
Imediatamente após a ascensão ao trono em agosto de 1859, Maomé IV foi confrontado com o seu primeiro teste, a Guerra Hispano-Marroquina (1859) dirigida por Isabel II de Espanha. Incursões de tribos irregulares aos enclaves espanhóis de Ceuta e Melilha, no noroeste de Marrocos, levaram a Espanha a exigir uma expansão das fronteiras de seu enclave em torno de Ceuta. Quando isso foi recusado por Maomé IV, a Espanha declarou guerra. A marinha espanhola bombardeou Tânger, Arzila e Tetuão. Uma grande força expedicionária espanhola desembarcou em Ceuta e posteriormente derrotou o exército marroquino na Batalha de Tetuão em fevereiro de 1860. O humilhante Tratado de Wad-Ras, assinado em abril de 1860, expandiu os enclaves, mas mais preocupante, impôs o pagamento de uma elevada indemnização a Marrocos de 100 milhões de francos, vinte vezes o orçamento do governo. As provisões permitiram que os espanhóis tomassem Tetuão até que fosse pago. O tratado também cedeu à Espanha o enclave de Sidi Ifni, no sudoeste de Marrocos.[carece de fontes?]
Após a decepção da derrota e o esmagador fardo financeiro do tratado espanhol, Maomé IV gradualmente retirou-se para a passividade, dedicando-se a interesses acadêmicos e intelectuais em matemática, geometria, astronomia, poesia e música, deixando os assuntos políticos a a cargo de seu escravo e vizir efetivo do palácio, Si Moussa.[carece de fontes?]

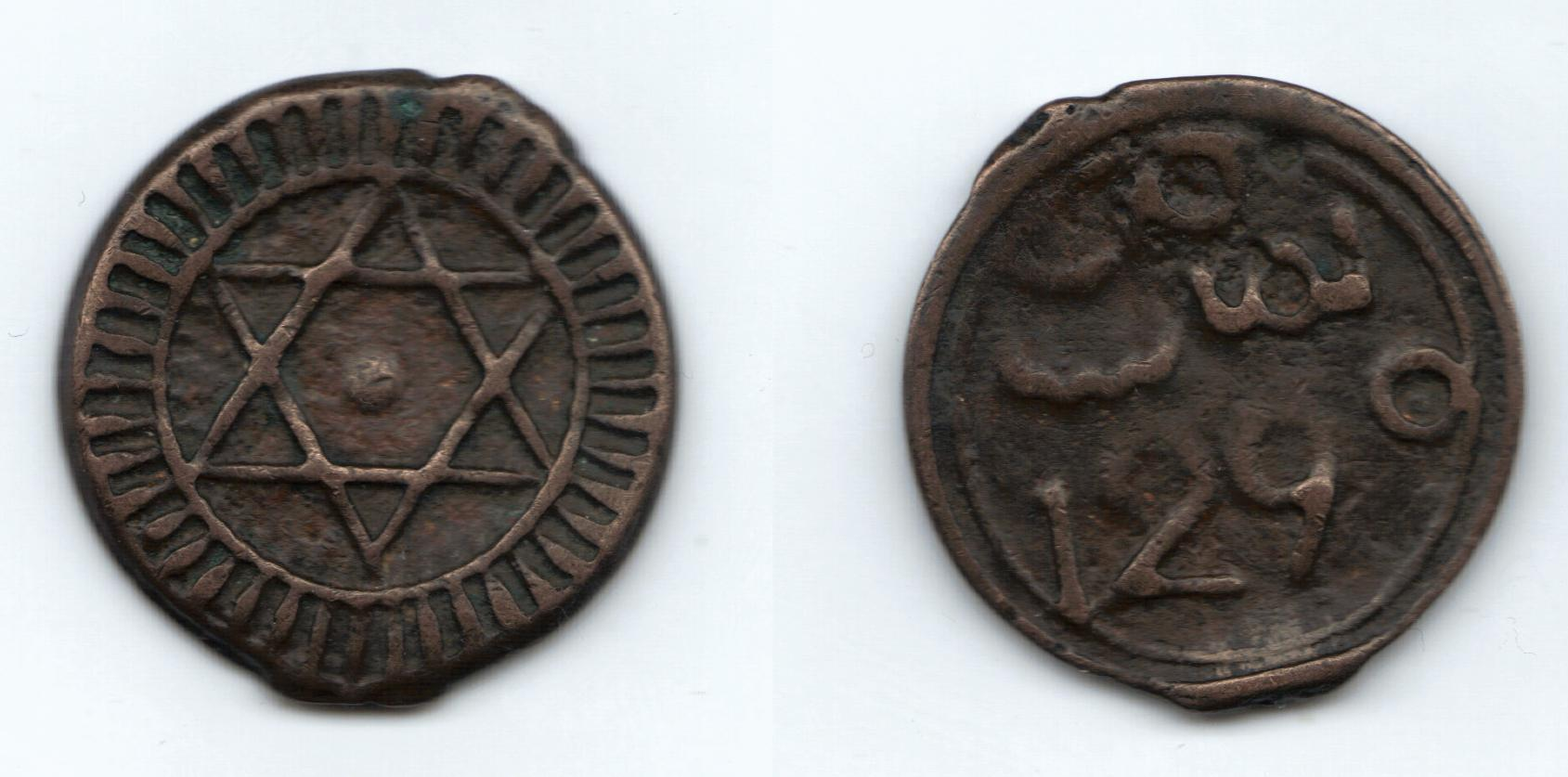
Moeda de 4 falus (1873), cunhada por Maomé IV

Como pelo tratado, metade dos direitos alfandegários de todos os portos marroquinos foi designada para pagar a dívida espanhola, o governo do sultão alauita (o Makhzen) enfrentou uma situação financeira crítica e lançou o processo de "qaidização".  Tradicionalmente, o Makhzen tinha um entendimento com as tribos rurais semiautónomas, por meio das quais os líderes tribais concordavam em distribuir uma parte dos impostos que coletavam e a fornecer membros da tribo ao exército do sultão em tempos de guerra, caso contrário eram deixados a tratar dos seus próprios assuntos. As novas dificuldades financeiras da usurpação colonial levaram o Makhzen a exigir expropriações cada vez maiores de tropas e impostos das tribos. Quando as tribos hesitaram e começaram a recusar os impostos mais altos, o sultão decidiu contornar os líderes tribais eleitos (amghars), recusando-se a ratificar suas credenciais, e em vez disso, designou caides (governadores) de sua própria escolha, impondo-os às tribos. Os caides raramente eram do mesmo povo tribal que as tribos que governavam, mas eram homens ambiciosos, escolhidos primariamente pela sua habilidade implacável de esmagar a rebelião e forçar as tribos a saírem. Inicialmente concebido como um movimento centralizador, isso acabou por ter um efeito contrário, pois os caides, antes escondidos em seus feudos tribais, mostraram-se ainda mais ingovernáveis do que os amghars jamais haviam sido. Durante o reinado de Maomé IV, Marrocos começou essencialmente a inclinar-se para o feudalismo, um processo que se acelerou durante o reinado de seu sucessor, Haçane I.[carece de fontes?]